# Escape From The Studio 95
Escape From The Studio 95 fue una gira del grupo estadounidense de thrash metal Metallica que comenzó en agosto de 1995 y acabó en diciembre de 1995.

## Temas Habituales
(Tomado del London Astoria II, el 23 de agosto de 1995)
1. "The Ecstasy of Gold"
2. "Breadfan" (Originalmente de Budgie)
3. "Master Of Puppets"
4. "Wherever I May Roam"
5. "The God That Failed"
6. "Sad but True"
7. "Fade To Black"
8. "2 X 4"
9. Kill/Ride Medley
  1. "Ride The Lightning"
  2. "No Remorse"
  3. "Hit The Lights"
  4. "The Four Horsemen"
  5. "Phantom Lord"
  6. "Fight Fire With Fire"
10. "For Whom The Bell Tolls"
11. "Devil's Dance"
12. "Creeping Death"
13. "Welcome Home (Sanitarium)"
14. "Harvester Of Sorrow"
15. Guitar Solo
16. "Nothing Else Matters"
17. "Sad But True"
18. "One"
19. "Last Caress" (originalmente de Misfits)
20. "Seek And Destroy"
21. "Enter Sandman"
22. "So What?" (originalmente de Anti Nowhere League)